# 福拉耶格贝·阿金通德-伊戈达洛
福拉耶格贝·阿金通德-伊戈达洛（Folayegbe Akintunde-Ighodalo，1923年12月17日—2005年2月14日），原名费利西蒂·阿金通德（Felicity Akintunde），尼日利亚官员、活动家。她是首位担任尼日利亚常务秘书长的女性。

## 生平
1923年，费利西蒂·阿金通德出生于翁多州奥凯格博。她的家族主要信奉传统的约鲁巴教，而她的父母则是基督教徒。她最初在尼日利亚接受教育，并志向与完成大学学位。1943年，她获得教师资格，之后五年一直担任教职。1948年，她被允许前往伦敦进修，进入伦敦大学教育学院学习，并获得文凭。
在伦敦，她开始对学生政治，尤其是西非学生联盟等学生组织感兴趣。1953年，她被选为该组织的第二任女副主席。同年，她当选为英国尼日利亚妇女联盟的创始主席。这一新职位使她能够参与英国的政党会议。在政党会议上她建立了新的人际联系，结识了当时前往伦敦、与英国殖民者谈判尼日利亚新宪法的玛格丽特·埃克波和塔尼莫沃·奥贡莱西。此外，她与社会主义及女权主义者玛丽·萨瑟兰有着深厚友谊。
很快，她摒弃了自己的原名费利西蒂（Felicity），采用了约鲁巴语的名字福拉耶格贝（Folayegbe）及其缩略语福拉（Fola）作为新名字。她放弃了此前的课程以及与资助机构的协议，改在邮局勤工俭学。1954年6月，她获得经济学学位。在此期间，她生下了第一个孩子。她协助尼日利亚北部的尼日利亚化，以帮助稳定国家基础。尽管在英国殖民时期，她在公务员队伍中不可避免与英籍管理人员产生摩擦，但她仍坚持在部委工作。
1968年，她成为尼日利亚公务员系统中首位担任常务秘书长的尼日利亚女性。尽管身为公务员，她在退休前无法发挥领导作用，但她仍积极参与妇女组织的活动。退休后，她更积极地参与政治活动。她还开办了一个家禽养殖场、担任尼日利亚航空公司和一些公司的董事，还担任了学生暴力调查委员会成员。
2001年，拉雷·登泽撰写了她的传记。2005年2月14日，福拉耶格贝·阿金通德-伊戈达洛在伊巴丹大学学院医院去世，享年81岁。